# Gonolobus luridus
Gonolobus luridus är en oleanderväxtart som beskrevs av Joseph Decaisne. Gonolobus luridus ingår i släktet Gonolobus och familjen oleanderväxter. Inga underarter finns listade i Catalogue of Life.